# خلية كبيرة

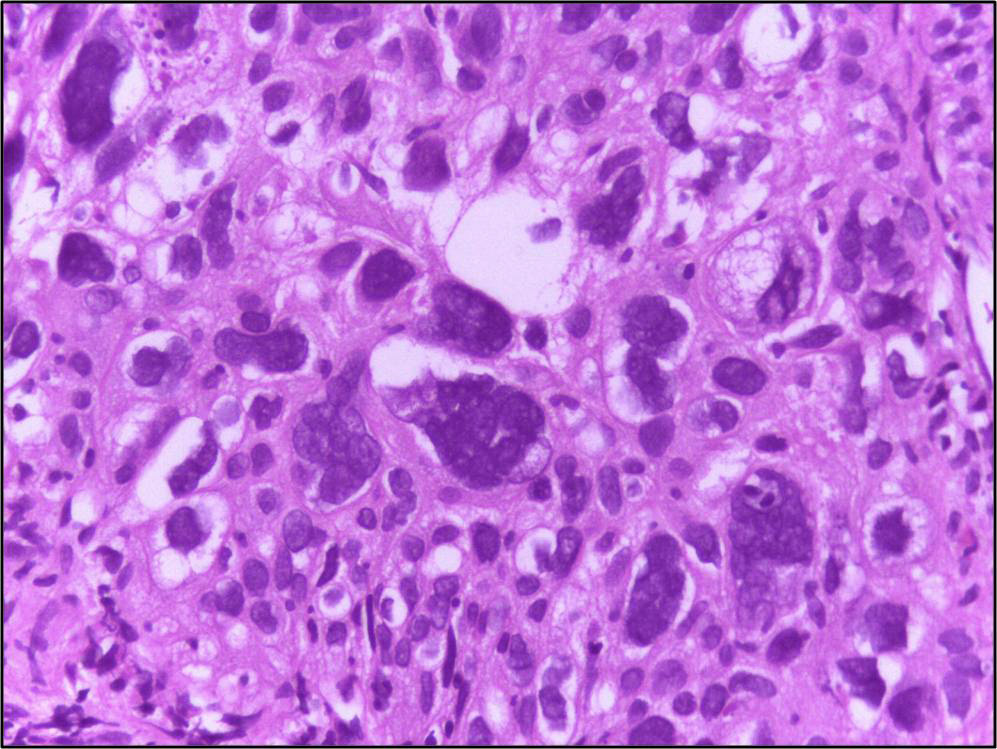
صورة مجهرية لخلايا كبيرة باستعمال صبغة الهيماتوكسيلين واليوزين.

خلية كبيرة هو مصطلحٌ في علم الأورام، لا يُقصد به أيُ نوعٍ خاصٍ من الخلايا، وإنما يعود على الخلايا التي تكون أكبر من الطبيعي لنفس النوع. عادةً ما يُستعمل لوصف اللمفوما وسرطان الرئة.
كان المُصطلح يُستعمل سابقًا كثيرًا، وذلك عندما كان الأطباء أحيانًا يستطيعون فقط القول عن حجم الخلية مقارنةً بغيرها، كمان كان يُستخدم لأنظمة التصنيف مثل صيغة العمل للورم الليمفاوي. لذلك فإنَّ هذا المُصطلح يستعمل في العديد من الحالات، حتى عندما لا يكون حجم الخلية معيارًا مهمًا في التشخيص.
يستعمل أيضًا مصطلح الخلية العملاقة، خاصةً مع السرطانة. تتضمن أورام الخلية العملاقة: ورم الخلايا العملاقة من العظام وورم الخلايا العملاقة الوتري الزليلي.

## روابط خارجية
- Carcinoma,+Giant+Cell في المكتبة الوطنية الأمريكية للطب نظام فهرسة المواضيع الطبية (MeSH).